# ابراهیم محطوری
ابراهیم بن علی شرفی شهرت‌یافته به محطوری (؟ -۱۷۰۰م) جادوگر یمنی در سدهٔ هفدهم میلادی/دوازدهم هجری بود که رهبر قیامی علیه حکومت شد.

در روستای محطور در ولایت حجه به دنیا آمد و صوفیانه بزرگ شد، مردم به بسیار گرایش پیدا کردند. کم‌کم آلات خود را گسترش داد و در بازارها می‌گردید. حاکم حجه او را خواست، ناگهان پیروانش با توحیدگویی همراهی‌اش کردند و از دستگیری‌اش جلوگیری کردند، خواستند حاکم را به قتل برسانند اما محطوری گریخت. سپس فرمان محطوری تشدید شد و به نام خود در همه جای ولایت حجه خطبه خواند و خود را خلیفه نامید. بسیاری از مخالفانش کشته شدند. نزد مردم این باور بود که گلوله در او و پیروانش اثر نمی‌کند.

محطوری گستردهٔ فرمانروایی خود را گسترش داد تا اینکه امیر صعده (علی بن احمد بن قاسم) بر او پیروز شد و امر به سربریدن و صلیب‌کشیدن او نمود. مدت قیام او سه ماه بود. در نفحات العنبر نوشتهٔ ابراهیم بن عبدالله حوثی از قیام او به‌عنوان «فتنه» نامبرده شده که «با وجود کوتاهی روزگارش، فتنه‌ای سخت‌تر از فتنه محطوریِ جادوگر در یمن برپا نشد. کشته‌شدگان از قیام او را در رجب ۱۱۱۱ق تا پایان رمضان شمارش نمودند، نزدیک ۲۰ هزار نفر رسید.»